# Mézières-sur-Oise
Mézières-sur-Oise é uma comuna francesa na região administrativa de Altos da França, no departamento de Aisne. Estende-se por uma área de 9,59 km². Em 2010 a comuna tinha 524 habitantes (densidade: 54,6 hab./km²).